# Sydafrika ved sommer-OL 2012
Sydafrika deltog ved Sommer-OL 2012 i London som blev arrangeret i perioden 27. juli til 12. august 2012. 

## Medaljer
| 2012 London | Guld | Sølv | Bronze | Total |
| Sydafrika   | 3    | 2    | 1      | 6     |

### Medaljevinderne
| Sydafrika ved sommer-OL 2012 i London | Sydafrika ved sommer-OL 2012 i London                   | Sydafrika ved sommer-OL 2012 i London | Sydafrika ved sommer-OL 2012 i London | Sydafrika ved sommer-OL 2012 i London |
| Medaljer                              | Atlet                                                   | Sport                                 | Øvelse                                | Resultat                              |
| ------------------------------------- | ------------------------------------------------------- | ------------------------------------- | ------------------------------------- | ------------------------------------- |
| Guld                                  | Cameron van der Burgh                                   | Svømning                              | 100 m bryst, mænd                     | 58,46                                 |
| Guld                                  | Chad le Clos                                            | Svømning                              | 200 m butterfly, mænd                 | 1.52,96                               |
| Guld                                  | James Thompson Matthew Brittain John Smith Sizwe Ndlovu | Roning                                | Firer, letvægt mænd                   |                                       |
| Sølv                                  | Chad le Clos                                            | Svømning                              | 100 m butterfly, mænd                 | 51,44                                 |
| Sølv                                  | Caster Semenya                                          | Atletik                               | 800 meter, damer                      | 1.57,23                               |
| Bronse                                | Bridgitte Hartley                                       | Kano                                  | K-1 500 meter, damer                  | 1.52,923                              |